# 岩田稔 (バレーボール)
岩田 稔（いわた みのる、1957年9月13日 - ）は、日本の元バレーボール選手。元バレーボール全日本代表。

## 来歴
石川県金沢市出身。星稜高等学校卒業後、新日鐵堺（現・日本製鉄和歌山製鉄所・堺地区）に入社。新日鐵ブレイザーズ（現・堺ブレイザーズ）の選手として活躍。19歳で全日本に選ばれた。後に日新製鋼ドルフィンズに移籍した。

## 受賞歴
- 1980年 - 第13回日本リーグ スパイク賞・ベスト6
- 1981年 - 第14回日本リーグ ベスト6
- 1982年 - 第15回日本リーグ ベスト6
- 1983年 - 第16回日本リーグ ベスト6
- 1984年 - 第17回日本リーグ サーブ賞・ベスト6
- 1984年 - 第33回黒鷲旗 黒鷲賞（最高殊勲選手）
- 1991年 - 第22回実業団リーグ 最優秀選手